# برت هیلی
برت هیلی (به انگلیسی: Brett Haley) (متولد ۱۹۸۳/۱۹۸۴) یک کارگردان، نویسنده و سردبیر فیلم آمریکایی است.